# 雷起劍
雷起劍（1599年—1644年），號雨津，四川井研縣人。明朝末年政治人物。

## 生平
萬曆四十三年（1615年）乙卯科四川乡试第五十三名，崇禎七年（1634年）甲戌科會試二百六十名，三甲十二名進士，户部觀政，初授镇江府推官，丁憂歸。擢官兵部主事。崇禎十七年（1644年），從張國維監軍，卒。

## 著作
曾作《重修唐解元墓》碑文，有「更勒石以遺千古之有心者」之句。
過湖廣時，有《題洞庭廟》詩：
我是人龍君亦龍，吾今胡為乎泥中？
馮君借得青驄雨，手攬風雲滿太空。

## 家族
曾祖雷鸣赞，赠文林郎宣城知县；祖雷嘉祥，隆庆辛未進士、贵州巡按御史。父雷豫，选贡、綦江教谕。兄雷起龍。子雷廷，後知吳江縣。